# 최우진 (축구 선수)
최우진(崔禹進, 2004년 7월 18일 ~ )는 대한민국의 축구 선수로 포지션은 왼쪽 풀백, 왼쪽 측면 미드필더, 왼쪽 윙어이며 현재 K리그1 전북 현대 모터스 소속이다.